# Muiderslot

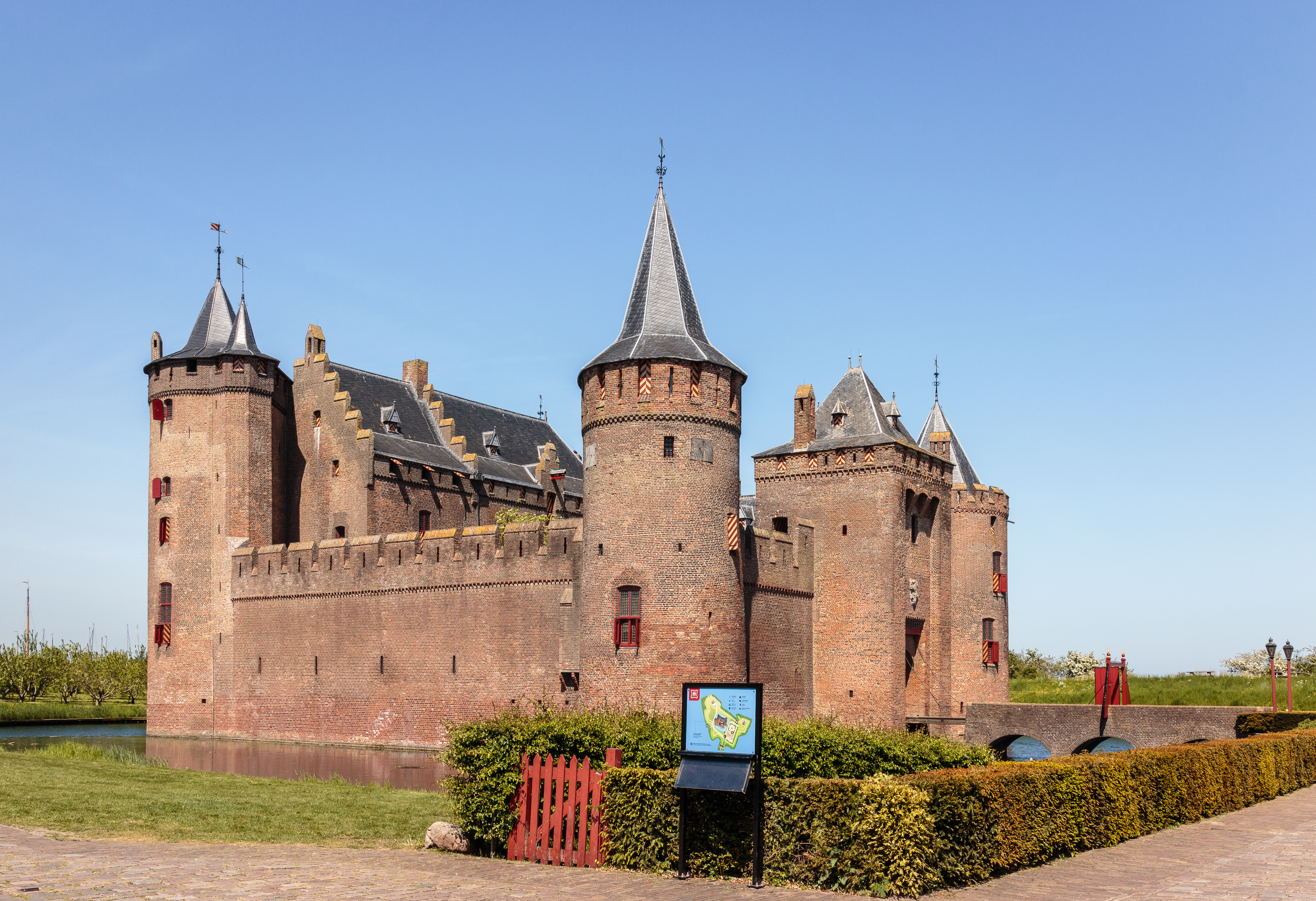
Muiderslot in Muiden

Das Muiderslot ist eine mittelalterliche Burg in der nordholländischen Stadt Muiden, die um 1285 erbaut und 1370 restauriert wurde und seit 1878 als Zweigstelle des Rijksmuseums dient. Die erste Restaurierung begann 1895, die zweite 1955. Bei der letzteren wurde auch die unmittelbare Umgebung in den Zustand des 17. Jahrhunderts zurückversetzt. Im Jahr 1999 begann die jüngste Restaurierung, die auch die Festung und den Gemüsegarten umfasste.
Die Burg wurde wahrscheinlich im letzten Viertel des 13. Jahrhunderts erbaut, und viele der Einrichtungsgegenstände stammen aus dem 17. Jahrhundert, wurden aber erst später angebracht. Im Jahr 1296 wurde Graf Floris V. in der Nähe der Burg ermordet. In den Jahren 1610–1647 war Pieter Corneliszoon Hooft aufgrund seiner Funktion als Drost von Muiden der Hauptbewohner. Hooft verbrachte dort vor allem die Sommer und öffnete das Schloss für seinen Freundeskreis, dessen Besuche später den Mythos Muiderkring begründeten. In der französischen Zeit nutzte die französische Armee das Schloss als Kaserne, und als das Schloss ab 1795 nicht mehr bewohnt war, verfiel es.

## Architektur
Die Burg ist eine quadratische Wasserburg. An jeder Ecke des Schlosses steht ein runder Turm, und innerhalb der Mauern befindet sich ein großes Gebäude mit Stufengiebeln. Das Schloss hat einen Wassergraben mit einer Zugbrücke. In der Umgebung des Schlosses befinden sich unter anderem ein rekonstruierter Gemüsegarten und ein Kräutergarten.
Die Burg wurde an der Mündung der Utrechtse Vecht in die Zuiderzee errichtet, wo heute das IJmeer liegt. Muiden, mit seinem Hafen, liegt direkt neben dem Schloss.

## Geschichte
Die Geschichte des Schlosses ist nicht mit Sicherheit bekannt. Im dreizehnten Jahrhundert stand an der Stelle, an der später die Burg entstand, wahrscheinlich ein Zollhaus. Mittels einer Kette über die Vecht konnte Graf Floris V. von den vorbeifahrenden Schiffen Mautgebühren erheben. Floris V. baute es zu einer viereckigen Burg mit einem Turm an jeder Ecke aus, es ist aber möglich, dass die Burg damals schon existierte und der Graf sie nur kaufte.

### Ermordung von Floris V.

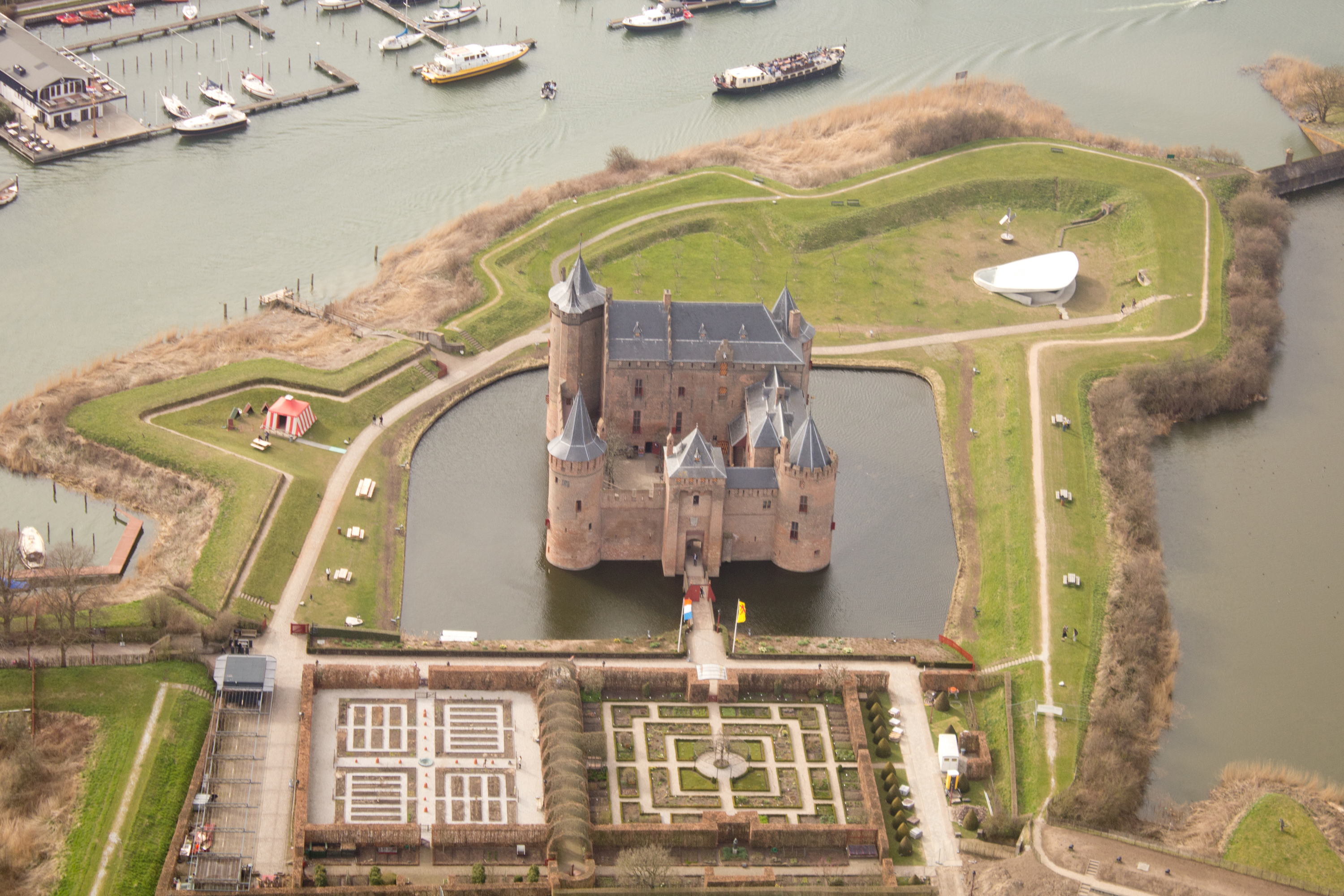
Muiderslot und Umgebung mit Festungsanlagen und Kräutergarten

Graf Floris V. wurde am 27. Juni 1296 in der Nähe des Schlosses ermordet. Bei einer Falkenjagd wurde er von den beteiligten Adligen Gijsbrecht IV. van Amstel und Herman van Woerden gefangen genommen. Er wurde fünf Tage lang im Schloss gefangen gehalten. Bei einem Fluchtversuch aus dem Schloss wurde er mit 22 Messerstichen getötet, unter anderem von Gerard van Velsen.

### Abriss und Wiederaufbau
Nach dem Tod von Floris im Jahr 1296 soll die Burg fast hundert Jahre später abgerissen und auf den vorhandenen Fundamenten wiederaufgebaut worden sein, aber auch dies ist keineswegs sicher. Die Burg wurde wohl von Bischof Wilhelm von Mechelen zerstört, der vermutlich die Steine von Muiderslot zum Ausbau der Burg Vredelant (Vreeland) verwendete. Es soll ein „burgenreines“ Gebiet gegeben haben. Siebzig Jahre später baute Graf Albrecht von Bayern das (heutige) Muiderslot um 1370 an der gleichen Stelle und mit dem gleichen Grundriss wieder auf, obwohl es auch Hinweise gibt, dass die Burg nie zerstört wurde.
Es sind jedoch zahlreiche Berichte über die Instandhaltung des Schlosses überliefert. Diese vermitteln den Eindruck, dass die Burg meist in einem baufälligen Zustand war.

## Nutzung

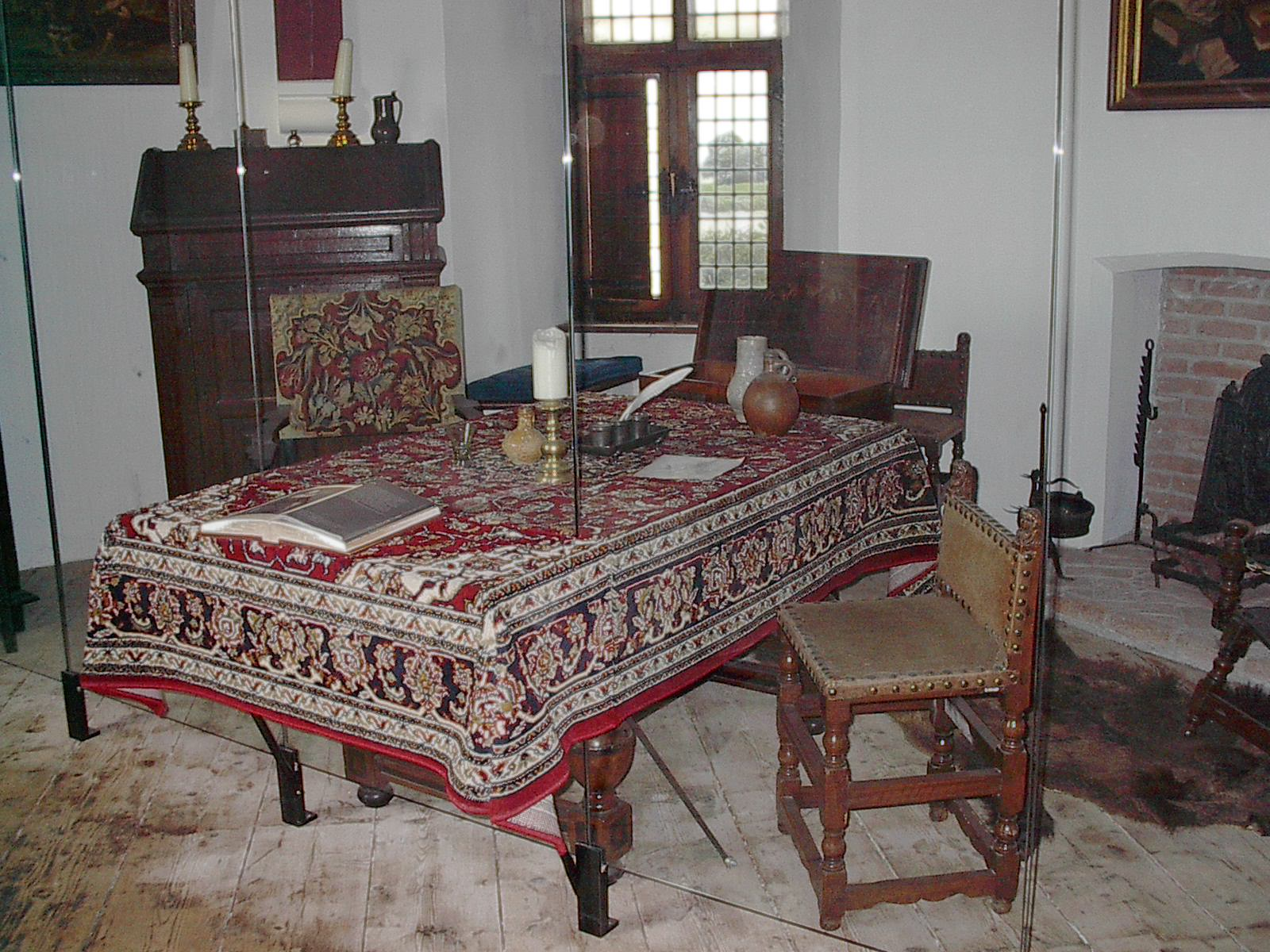
Arbeitszimmer von P.C. Hooft am Muiderslot

Das Muiderslot wurde in der Regel von Statthaltern bewohnt, die die Burg im Auftrag ihres Herrn, z. B. des Bischofs oder des Landgrafen, verwalteten. Zu Beginn des 16. Jahrhunderts ging das Schloss kurzzeitig in den Besitz der Geldersen über. Während des Achtzigjährigen Krieges wurde die Burg 1577 im Auftrag von Wilhelm von Oranien eingenommen.

### P.C. Hooft und der Muiderkring
Im Jahr 1609 wurde das Schloss zum offiziellen Wohnsitz von P. C. Hooft, der das Amt des Drost von Muiden bekleidete. Da das Schloss im Winter nicht beheizt werden konnte, verbrachte Hooft nur die Sommer dort, den Rest des Jahres lebte er in Amsterdam. Aus dieser Zeit des 17. Jahrhunderts stammen die Möbel, Geräte und Gemälde, die heute im Schloss ausgestellt sind.
Hoofts Gastfreundschaft hat den Mythos des Muiderkring entstehen lassen, einer angeblichen Gruppe von Literaten und Gelehrten, die sich regelmäßig auf dem Schloss zu literarischen und musikalischen Abenden trafen.
Im 19. Jahrhundert entstand das romantische Bild einer Gruppe von Gelehrten und Literaten, die sich regelmäßig im Schloss trafen, um gemeinsam an der kulturellen Entwicklung zu arbeiten. Im zwanzigsten Jahrhundert hat die Forschung dieses Bild wieder korrigiert. Obwohl Gerbrand Bredero und Hugo Grotius das Gut 1616 zur gleichen Zeit besuchten, fand der erste dokumentierte Besuch auf dem Gut am 7. Juli 1633 und der letzte im Sommer 1645 statt. Statt einer organisierten Gruppe prominenter Persönlichkeiten, die ein kulturelles Ziel verfolgten, stellte Hooft das Schloss seinem Freundeskreis als eine Art Urlaubsort zur Verfügung. Es ist sicher, dass Joost van den Vondel, Barlaeus, Constantijn Huygens, Vossius, Roemer Visscher und die Hooft-Töchter Anna und Maria Tesselschade das Schloss mindestens einmal besucht haben.

### Verfall und Restaurierung
Nach dem Tod von Hooft verfiel das Schloss. In der französischen Zeit wurde das Schloss von der französischen Armee als Kaserne genutzt. Ab 1795 war das Schloss nicht mehr bewohnt und verfiel. Das Kriegsministerium nutzte es als Gefängnis und Munitionsdepot, bis das Gebäude als zu baufällig galt. Im Jahr 1823 empfahl das Kriegsministerium den Abriss des Gebäudes. Der König erhob Einspruch dagegen, aber 1825 wurde es dennoch zum Verkauf angeboten, was bedeutete, dass der Käufer das Gebäude abreißen und das Eigentum an den dazugehörigen Baumaterialien erwerben konnte (das Land wurde also nicht zum Verkauf angeboten). Nach zahlreichen Appellen an König Willem I., unter anderem von dem Historiker und Literaten Samuel Iperusz. Wiselius, wurde der Verkauf verhindert. Das Gebäude wurde vom Kriegsministerium an das Innenministerium übertragen. Dem Historiker Maarten van Rossem zufolge war die Erhaltung des Schlosses in einer Zeit, in der zahlreiche wertvolle Denkmäler abgerissen wurden, bemerkenswert und das Innenministerium gab nach.
Das Ministerium hat zwar den Protesten gegen den geplanten Abriss nachgegeben, aber es hatte nicht die Absicht, das Gebäude zu renovieren. Auch der Plan der Zweiten Klasse des Königlichen Niederländischen Instituts für Wissenschaften, Briefe und schöne Künste von 1830, das Schloss in ein nationales Geschichtsmuseum umzuwandeln, wurde aus Geldmangel nicht verwirklicht, stattdessen sollte das Schloss zur romantischen Ruine werden. Dazu kam es jedoch nicht. Die schwächsten Teile des Schlosses wurden ab Mitte des 19. Jahrhunderts zumindest einigermaßen instand gehalten. Im Laufe dieses Jahrhunderts wuchs allmählich das Bewusstsein, dass das Schloss ein bedeutendes Denkmal ist und eine museale Funktion haben sollte.
Die Abteilung für Kunst und Wissenschaften dieses Ministeriums begann erst 1895 mit der Restaurierung, die unter der Leitung und nach Plänen von Pierre Cuypers durchgeführt wurde. Das Äußere sollte ein mittelalterliches Aussehen erhalten, während das Innere auf die Zeit verweisen sollte, als Hooft dort lebte. Da es keine Darstellungen der Burg im Mittelalter gibt, musste Cuypers seiner Fantasie freien Lauf lassen und versah die Burg mit zahlreichen Zinnen. Diese Arbeiten wurden 1909 abgeschlossen.
Die zweite Restaurierung fand von 1956 bis 1972 statt. In der Zwischenzeit hatten sich die Ansichten über die Restaurierung geändert, und die Rekonstruktionen der vorherigen Restaurierung wurden als zu phantasievoll entfernt. Das Hauptziel der Restaurierung sollte die Erhaltung sein und die Veränderungen, die das Schloss im Laufe der Zeit erfahren hatte, berücksichtigen. Auch der Park um das Schloss wurde in den Zustand des 17. Die letzte Restaurierung begann 1999 mit der Restaurierung der Festung und der Gärten sowie der Wiederherstellung des ursprünglichen Gemüsegartens, des Warmoeshofs.

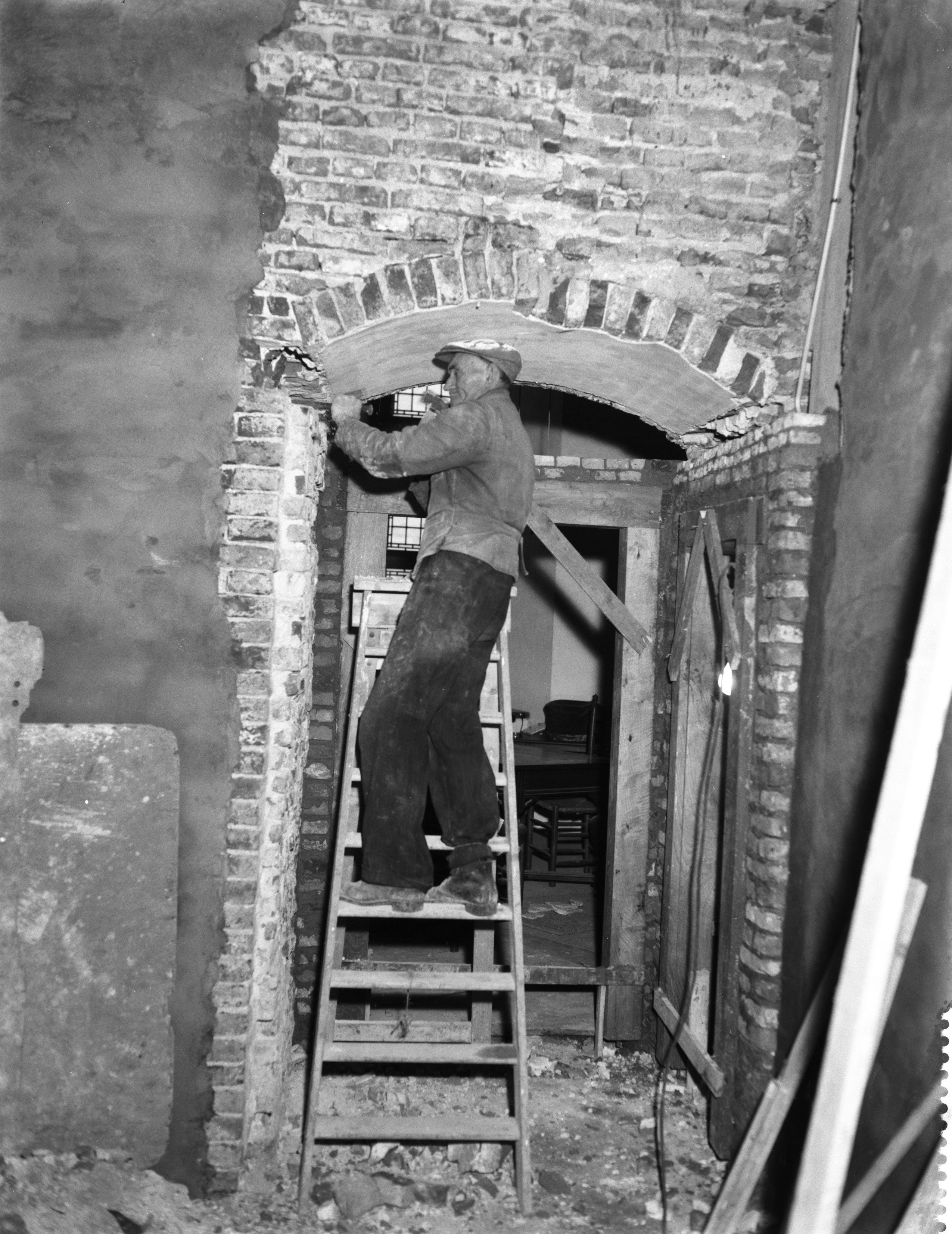
Kamin in der Küche im Jahr 1959

Das Muiderslot und die umliegende Festung sind immer noch im Besitz des Staates (Amt für Regierungsgebäude).

## Trivia
- Der Grundriss entspricht weitgehend dem von Burg Radboud in Medemblik. Auch dieses Schloss wurde von Cuypers restauriert.
- Außerhalb des Schlosses befindet sich ein Pflaumengarten, der auch schon zu Hoofts Zeiten existierte. (Ein berühmter Ausspruch von Hooft an die anderen Mitglieder des Muiderkring war: „Tot ziens in de pruimentijd (Wir sehen uns zur Pflaumenzeit).“).
- Der Waterliniepfad und der Floris-V.-Weg verlaufen entlang des Schlosses Muiderslot.
- Im Jahr 2010 wurde hier der Film Snuf en het spookslot gedreht. Der Muiderslot stellt darin die Ruïne van Brederode dar, bevor sie verfallen war.
- Der Muiderslot ist auf dem Kreuz-Ass des Standardkartenspiels mit einem holländischen Bild abgebildet.
- Das Schloss war von 2007–2008 und 2012–2018 als Schloss von Sinterklaas in De Club van Sinterklaas zu sehen.
- Laut dem Historiker Maarten van Rossem sieht das Schloss wie ein typisches „Märchenschloss“ aus: „Auch Walt Disney hätte seine helle Freude daran gehabt.“[7]